# Ледран, Анри Франсуа
Анри Франсуа Ледран (фр. Henri François Le Dran; 13 октября 1685, Париж— 17 октября 1770, там же) — французский хирург, главный хирург госпиталя Шарите в Париже, хирург-консультант армии Людовика XV.
Учился в Королевской академии хирургии в Париже, вместе с Жаном-Луи Пти.
Рекомендовал активное хирургическое лечение огнестрельной раны, заключавшееся в её рассечении, то есть превращении узкой раны в широкую конусовидную полость, что способствует эвакуации раневого отделяемого и тем самым предотвращает развитие осложнений.
Считал, что рак молочной железы на начальных этапах развития является «местным» процессом, и только с проникновением опухоли в лимфатические пути прогноз становится плохим. При злокачественном поражении удалял всю молочную железу, включая лимфатические узлы подмышечной впадины.
Ввёл медицинский термин «шок», который определил в трактате об огнестрельных ранениях как «внезапное воздействие», или «толчок».

## Избранные труды
- Vergleichung der mancherley Manieren den Stein aus der Blasen zu ziehen / welche Henry François LeDran in franz. Sprache geschrieben hat und jetzo ins Teutsche übersetzt ist. — Nüremberg, 1733.
- Chirurgische Anmerckungen sammt angefügten vielfältigen Bedencken darüber: zum Besten derer Chirurgie-Beflissenen; in 2 Th. beschrieben. — Nüremberg, 1740.
- Traité ou réflexions tirées de la pratique sur les playes d’armes à feu. — Amsterdam, 1741.
  - немецкое издание: Abhandlung von der Cur der Schuß-Wunden. — Nüremberg, 1776.
- Abrégé économique, de l’anatomie du corps humain: A la portée de toute personne qui veut se connoître & s’instruire en cette partie, ainsi que de tous ceux qui se destinent au grand Art de guérir les Malades. — Paris, 1768.